# Стилиян
Стилиян е мъжко име. Името има два възможни обяснения за произхода. Единият е от името на православния светец Св. Преп. Стилиян Пафлагонийски Детепазител (на гръцки език: 'Ο Άγιος Στυλιανός γεννήθηκε στην Παφλαγονία') или също св преп. Алипий Стълпник. Счита се за покровител на децата, почита се от Българската православна църква на 26 ноември. Стилиян е име с гръцки произход и се превежда като стълпник, идващо от думата Στέλιος, „стълп“, и се асоциира също със сила и стабилност. „Стълп“ е старинна форма на „стълб“, също означава и „кула“ – сравни „стълпотворение“, изграждане на Вавилонската кула. Стълпниците са били отшелници, които, за да избягат от светската суета и да се приближат до Бога, са издигали стълб или кула, на който са изграждали примитивна колиба. Там в реално отдалечение от хората и символично възвишение над света, в лишения и молитви, са търсили спасение. От същия корен са думите „стела“ – плоча, обелиск и „стило“ – пръчица за писане.
В една от молитвите за него се казва „ти, непоколебим стълб на църквата“, вероятно алегория с името му.
Другият възможен произход, считан за по-съвременно тълкуване на името, е от думите „стил“, „стилен“. Подобни български мъжки имена са Стилиан, Стилян, Стелиян (Стелиан).

## Производни на името
- Стилиан;

## Женски аналози
- Стилияна;
- Стилиана;

## Производни родови имена
- Стилиянов;
- Стилианов.

## Личности с това име
- Стилиян Пафлагонийски
- Стилиян Иванов
- Стилиян Чилингиров
- Стилиян Йотов
- Стилиян Ковачев
- Стилиян Петров
- Стилиан Томов